# Это случилось однажды ночью
«Это случилось однажды ночью» (англ. It Happened One Night) — романтическая комедия режиссёра Фрэнка Капры, снятая в 1934 году с Клодетт Кольбер и Кларком Гейблом в главных ролях. Лента основана на рассказе Сэмюэла Хопкинса Адамса. В 1935 году картина была удостоена пяти премий «Оскар», в том числе была признана лучшим фильмом года. Фильм стал первым в истории, завоевавшим «Оскары» в пяти самых престижных номинациях, что позже удалось только двум фильмам: «Пролетая над гнездом кукушки» (1975) и «Молчание ягнят» (1991). В 1993 году картина была включена в Национальный реестр фильмов.

## Сюжет
Элли, своенравная дочь миллионера Александра Эндрюса, вопреки его воле выходит замуж за авиатора и плейбоя Кинга Уэстли. Отец в наказание держит её взаперти на яхте, но Элли удаётся вырваться из каюты и прыгнуть за борт. Выбравшись на берег, девушка садится в автобус до Нью-Йорка, где её попутчиком становится Питер Уорн, репортёр-неудачник, которого только что уволил его редактор.

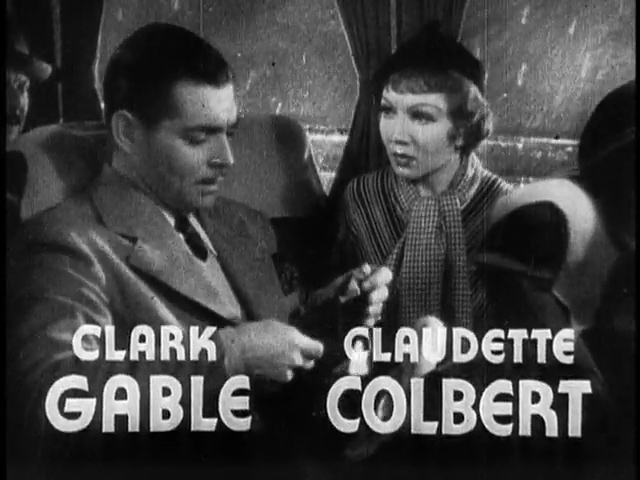
Кадр из трейлера

На остановке у девушки крадут чемодан. Несмотря на то, что между Питером и Элли с первого взгляда возникла взаимная неприязнь, он пытается догнать вора, но безуспешно. Когда автобус опять останавливается, Элли не успевает вернуться к его отправлению и обнаруживает, что Питер тоже остался — чтобы вернуть ей оброненный билет на автобус и показать газету, где напечатан портрет Элли и заявлено о её исчезновении. Опять обменявшись резкими словами, они дожидаются следующего автобуса, однако ночью начинается гроза, дождь размывает дорогу, и шофёр высаживает пассажиров.
В целях экономии Питер и Элли, притворившись супругами, снимают номер в дешёвом отеле. Питер обещает помочь девушке добраться до Кинга при условии, что она даст ему эксклюзивное интервью. По сути он не оставляет ей выбора, пригрозив выдать её отцу, если она не согласится на сделку. Пока он натягивает верёвку между их кроватями и вешает на неё одеяло — стену Иерихона, как называет эту импровизированную ширму Питер, — Элли, поколебавшись, принимает его условия, и они ложатся спать. Наутро, пока Питер и Элли готовятся к отъезду, они слышат доносящиеся с улицы голоса детективов, которых отправил на поиски девушки её отец. Чтобы остаться не узнанными, они разыгрывают перед детективами спектакль — Элли прячет лицо, причёсывая волосы, и рыдает, а Питер кричит на неё, изображая разъярённого мужа. Когда детективы уходят, парочка садится на автобус, чтобы продолжить путь.
Тем временем Эндрюс-отец назначает награду в 10 тысяч долларов за информацию о местонахождении дочери. Прочитав об этом в газете, попутчик Элли и Питера по имени Оскар Шепли узнаёт девушку и предлагает Питеру поделить награду. Питер вынужден притвориться гангстером, похитившим Элли, после чего Шепли трусливо ретируется. Парочка, обеспокоенная тем, что Шепли всё же может решиться связаться с мистером Эндрюсом, сходит с автобуса. Переночевав в стоге сена, где между ними пробегают первые романтические флюиды, они наутро пытаются продолжить путешествие автостопом.

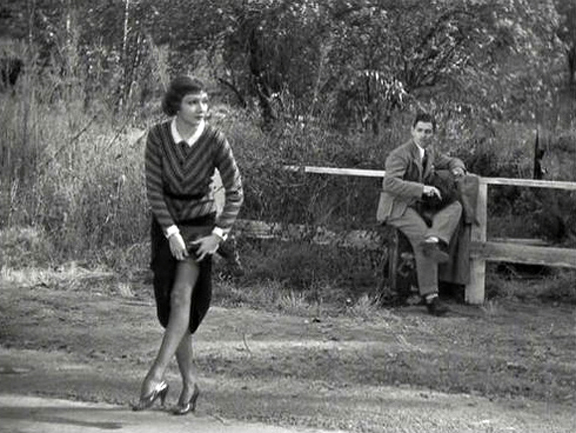
Кадр из фильма: Элли останавливает попутную машину

Питер показывает Элли несколько своих излюбленных приёмов ловить машину, но после того как ни один из них не срабатывает, девушка останавливает автомобиль своим способом — приподняв юбку и показав ноги. На остановке водитель увозит чемодан Питера, но тот догоняет вора и угоняет его автомобиль.
Тем временем мистер Эндрюс помещает в прессе новое объявление — о том, что он более не возражает против союза дочери и Кинга Уэстли, а значит, у неё больше нет причин скрываться. Прочитав газету, Элли прячет её от Питера и настаивает, чтобы они остановились на ночь в отеле, хотя до Нью-Йорка остаётся всего три часа езды. В эту ночь она признаётся Питеру в любви и умоляет его увезти её, но он отвечает отказом.
Когда девушка засыпает, Питер спешит к своему редактору и занимает у него деньги, чтобы начать новую жизнь с Элли. В его отсутствие пожилая супружеская пара, которая владеет отелем, делает вывод, что постояльцы сбежали, не заплатив, и врывается в номер, где спит Элли. Девушка не знает, куда и зачем уехал Питер, понимает, что он бросил её, и, так как у неё нет денег, чтобы заплатить за номер, связывается по телефону с отцом и соглашается вернуться. Пока Питер едет обратно в отель, в проезжающем мимо автомобиле он видит Элли и свою очередь делает вывод, что это она бросила его.
Далее мистер Эндрюс, чтобы угодить дочери, собирается устроить её повторное бракосочетание с Кингом. Незадолго до церемонии Элли признаётся, что влюблена в Питера, но, так как он презирает её, всё равно выйдет за Уэстли. Отец показывает дочери письмо от репортёра, в котором он просит принять его по финансовому вопросу, и оба они делают вывод, что Питер хочет получить вознаграждение. Однако, прибыв в дом Эндрюсов, Питер предъявляет счёт всего на 39 долларов 60 центов — то есть на сумму, в которую ему обошлось путешествие, — а от вознаграждения отказывается, признавшись под напором мистера Эндрюса, что полюбил его дочь. Пока отец ведёт Элли к алтарю, он рассказывает о встрече с Питером и его признании и убеждает её, что ещё не поздно отменить свадьбу. Обрадованная Элли сбегает со свадьбы. Элли и Питер воссоединяются в отеле и просят доставить им в номер трубу и одеяло. В финале картины раздаются звуки трубы и разделяющая влюблённых «иерихонская стена» падает на пол.

## Создание
Первоначально роль Элли была предложена Мирне Лой, Констанции Беннетт, Маргарет Саллаван и Мириам Хопкинс. Когда все они ответили отказом, Фрэнк Капра предложил принять участие в фильме Клодетт Кольбер. Она согласилась, при условии, что её гонорар увеличат вдвое, а съёмки продлятся не более месяца. Роберт Монтгомери отверг предложение сняться в роли Питера Уорна, так как сценарий показался ему ужасным. Кларк Гейбл и Клодетт Кольбер не были связаны контрактом с «Columbia Pictures». Киностудия одолжила их соответственно у «MGM» и «Paramount Pictures».

## В ролях
| Актёр           | Роль                                    |
| --------------- | --------------------------------------- |
| Клодетт Кольбер | Элли Эндрюс                             |
| Кларк Гейбл     | Питер Уорн                              |
| Уолтер Коннолли | Александр Эндрюс                        |
| Джеймсон Томас  | Кинг Уэстли                             |
| Алан Хейл       | Данкер                                  |
| Роско Карнс     | Оскар Шепли                             |
| Джозеф Крехан   | детектив (в титрах не указан)           |
| Бесс Флауэрс    | секретарь Гордона (в титрах не указана) |
| Ирвинг Бейкон   | заправщик АЗС (в титрах не указан)      |

## Награды и номинации
- 1934 — участие в конкурсной программе Венецианского кинофестиваля.
- 1934 — премия Национального совета кинокритиков США за лучший фильм.
- 1935 — пять премий «Оскар»: лучший фильм, лучшая режиссура (Фрэнк Капра), лучшая женская роль (Клодетт Кольбер), лучшая мужская роль (Кларк Гейбл), лучший адаптированный сценарий (Роберт Рискин).
- 2001 — фильм включён в Зал славы Гильдии продюсеров США.